# Yoshihiro Murai

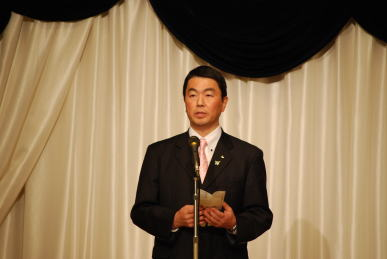
Yoshihiro Murai, 2011

Yoshihiro Murai (japanisch 村井 嘉浩, Murai Yoshihiro; * 20. August 1960 in Toyonaka, Präfektur Osaka) ist ein japanischer Politiker und seit 2005 Gouverneur der Präfektur Miyagi.
Murai ist ein ehemaliger Angehöriger der Bodenselbstverteidigungsstreitkräfte. Nach seinem Studienabschluss 1984 an der Bōei Daigakkō („Nationale Verteidigungsakademie“) wurde er Hubschrauberpilot bei der „Heeresfliegergruppe Nordost“ (Tōhoku-hōmen kōkūtai). 1992 verließ er die Selbstverteidigungsstreitkräfte im Rang eines Hauptmanns (1等陸尉, ittō rikui) und besuchte anschließend das Matsushita Seikei Juku (松下政経塾, engl. Matsushita Institute of Government and Management).
1995 wurde Murai im Wahlkreis Miyagino (vier Mandate) für die Liberaldemokratische Partei (LDP) erstmals ins Präfekturparlament von Miyagi gewählt und danach 1999 und 2003 im Amt bestätigt. Von 2002 bis 2005 war er außerdem Generalsekretär der LDP Miyagi. 2005 legte er sein Abgeordnetenmandat und seine Parteizugehörigkeit nieder, um als Unabhängiger bei der Gouverneurswahl für die Nachfolge von Shirō Asano zu kandidieren. Er wurde im Wahlkampf von der LDP unterstützt.
Bei der Wahl am 23. Oktober 2005 erhielt Murai rund 363 Tausend Stimmen und lag damit über 50 Tausend Stimmen vor Masuyuki Maeba und deutlich vor dem KPJ-Kandidaten Hidetaka Deura. Eines der Wahlkampfthemen war ein Fonds der Polizei von Miyagi, der dazu dienen sollte, Informanten zu bezahlen, aber von Gouverneur Asano nach Missbrauchsvorwürfen gesperrt worden war. An seinem ersten Tag im Amt reaktivierte Murai den Fonds unter Aufsicht der Rechnungskommission von Miyagi. Weitere Aufgaben seiner ersten Amtszeit als Gouverneur waren eine Reform der Präfekturfinanzen, die geplante Ansiedlung einiger Großbetriebe der Automobilindustrie, die Katastrophenhilfe nach dem Iwate-Miyagi-Nairiku-Erdbeben 2008 und die Sicherheit im Kernkraftwerk Onagawa der Tōhoku Denryoku, nachdem 2007 die Vertuschung eines Zwischenfalls aus dem Jahr 1998 öffentlich geworden war.
Bei der Gouverneurswahl am 25. Oktober 2009 wurde Murai gegen den von der Demokratischen Partei unterstützten Yasuo Endō wiedergewählt, ebenso 2013 und 2017.
Nach dem großen Beben am 11. März und dem nachfolgenden Tsunami, der verheerende Schäden an der Küste verursachte, tat er sich im Bereich der Planung des Wiederaufbaus besonders hervor mit dem Vorschlag zur Einrichtung von „Fischereilichen Sonderzonen für den Wiederaufbau“ (水産業復興特区, Suisan-gyō fukkō tokku), die kontrovers diskutiert werden.